# Hugo Franz zu Salm-Reifferscheidt

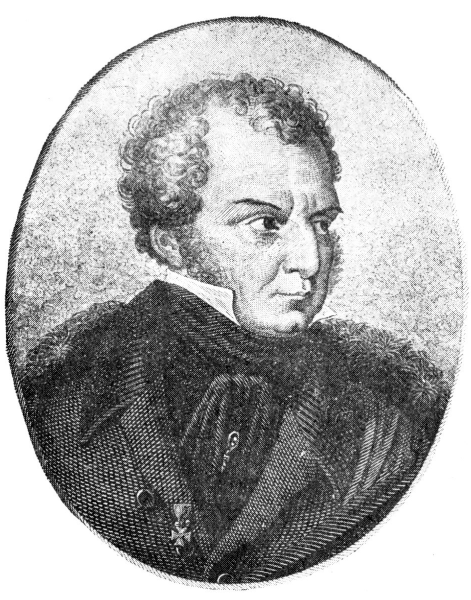
Hugo Franz Altgraf zu Salm-Reifferscheidt

Hugo Franz Altgraf zu Salm-Reifferscheidt-Raitz (* 1. April 1776 in Wien; † 31. März 1836 ebenda) war ein Industrieller und Naturforscher.

## Vorfahren
Er gehört zu Nebenlinie Salm-Reifferscheidt-Raitz des Hauses Salm. Sein Großvater Anton von Salm-Reifferscheidt (1720–1769) hatte in den Jahren 1763/66 die Herrschaften Blansko und Raitz erworben. Seine Eltern waren Carl zu Salm-Reifferscheidt (1750–1838, seit 1790 der 1. Fürst und Altgraf sowie Reichsgraf) und dessen Ehefrau Fürstin Pauline von Auersperg (1752–1791), Tochter des Fürsten Karl Josef Anton von Auersperg (1720–1800).

## Leben
Er studierte an der Universität Wien Rechtswissenschaft, interessierte sich auch für Chemie, Bergbau und Hüttenwesen. Salm-Reifferscheidt beschäftigte sich mit seinen Freunden Wenzel Graf Paar und Wilhelm Friedrich von Meyern mit dem Gedanken der allgemeinen Volksbewaffnung und nahm auf österreichischer Seite am Italienfeldzug teil. Nach 1797 beschäftigte er sich mit dem Mesmerismus, der Herstellung von Indigo und Rübenzucker. Salm-Reifferscheidt führte in Österreich und in Mähren die Kuhpockenimpfung ein. 1801 machte er eine Studienreise nach England und studierte dort Produktionsverbesserungen und neue technologische Verfahren für Handwerk und Industrie.
Er verwaltete die Familiengüter in Blansko, Raitz, Stiepanau und Lasinow. Weitere Betriebe im Eigentum der Familie Salm-Reifferscheidt waren die Rübenzuckerfabrik Raitz, Bierbrauerei Raitz, Instrumenten- und Maschinenfabrik Doubrawitz. Johann Arzberger (1778–1835) und Karl von Reichenbach (1788–1869) waren in Werken von Salm-Reifferscheidt tätig.

### Familie
Er heiratete 1802 in Arnau Marie Josephe McCaffry of Kean More (* 21. März 1775; † 24. April 1836) Tochter des Grafen Robert McCaffry of Kean More und dessen Ehefrau Marie Anna Freiin von Blümegen. Das Paar hatte mehrere Kinder, darunter:
- Hugo Karl Eduard (* 15. September 1803; † 18. April 1888) 2. Fürst zu Salm-Reifferscheidt-Raitz ⚭ Leopoldine zu Salm-Reifferscheidt-Krautheim (* 24. Juni 1805; † 4. Juli 1878)
- Robert (* 19. Dezember 1804; † 25. März 1875) ⚭ Gräfin Felicie von Clary und Aldringen (* 9. Oktober 1815; † 18. Februar 1902)

## Bibliothek
Hugo Franz Altgraf zu Salm-Reifferscheidt erweiterte die Schloßbibliothek in Raitz, die sein Vater Karl Joseph eingerichtet hatte. Vor allem alchemistische Literatur aus der Bibliothek der Grafen von Küenburg in Tobitschau aus dem 16. Jahrhundert ließ die Bibliothek auf etwa 20.000 Bände anwachsen. Franz Altgraf zu Salm-Reifferscheidt war auch Mitbegründer des Mährischen Landesmuseums.